# Comunidad São Romédio
La Comunidad São Romédio (en portugués Comunidade de São Romédio) es un barrio en Caxias do Sul, Brasil, llamado así por haber estado poblada en sus orígenes por gran cantidad de inmigrantes italianos del pueblo italiano de Sanzeno, Trentino-Alto Adigio, donde el patrón es san Romédio.

## Galería

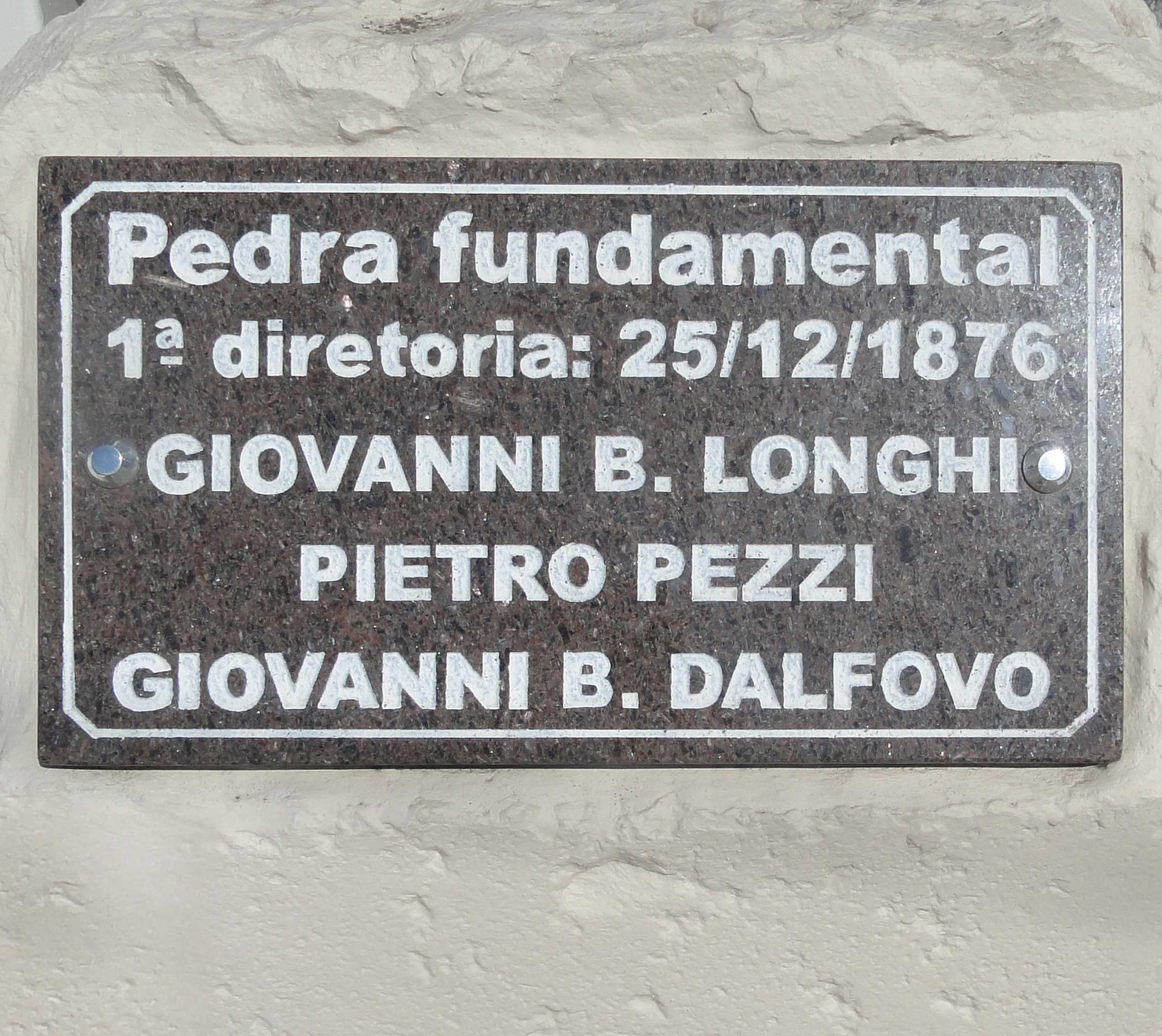
Placa conmemorativa en la piedra fundamental de la Sociedad Iglesia de São Romédio
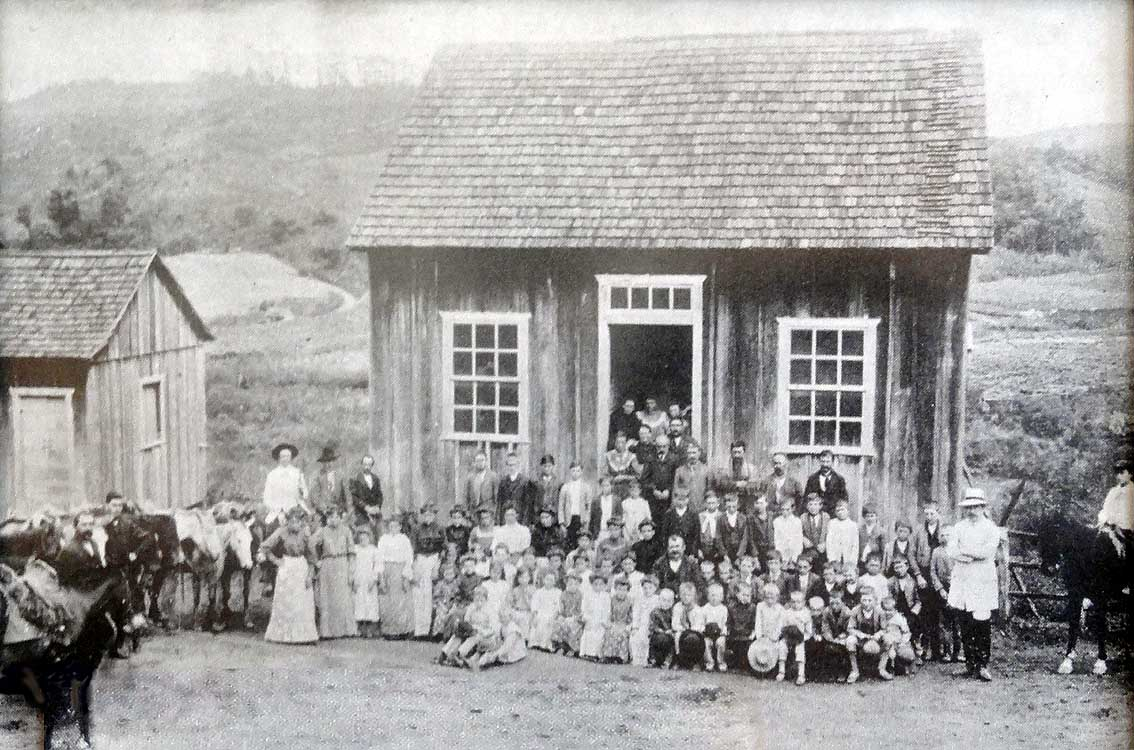
La primera escuela
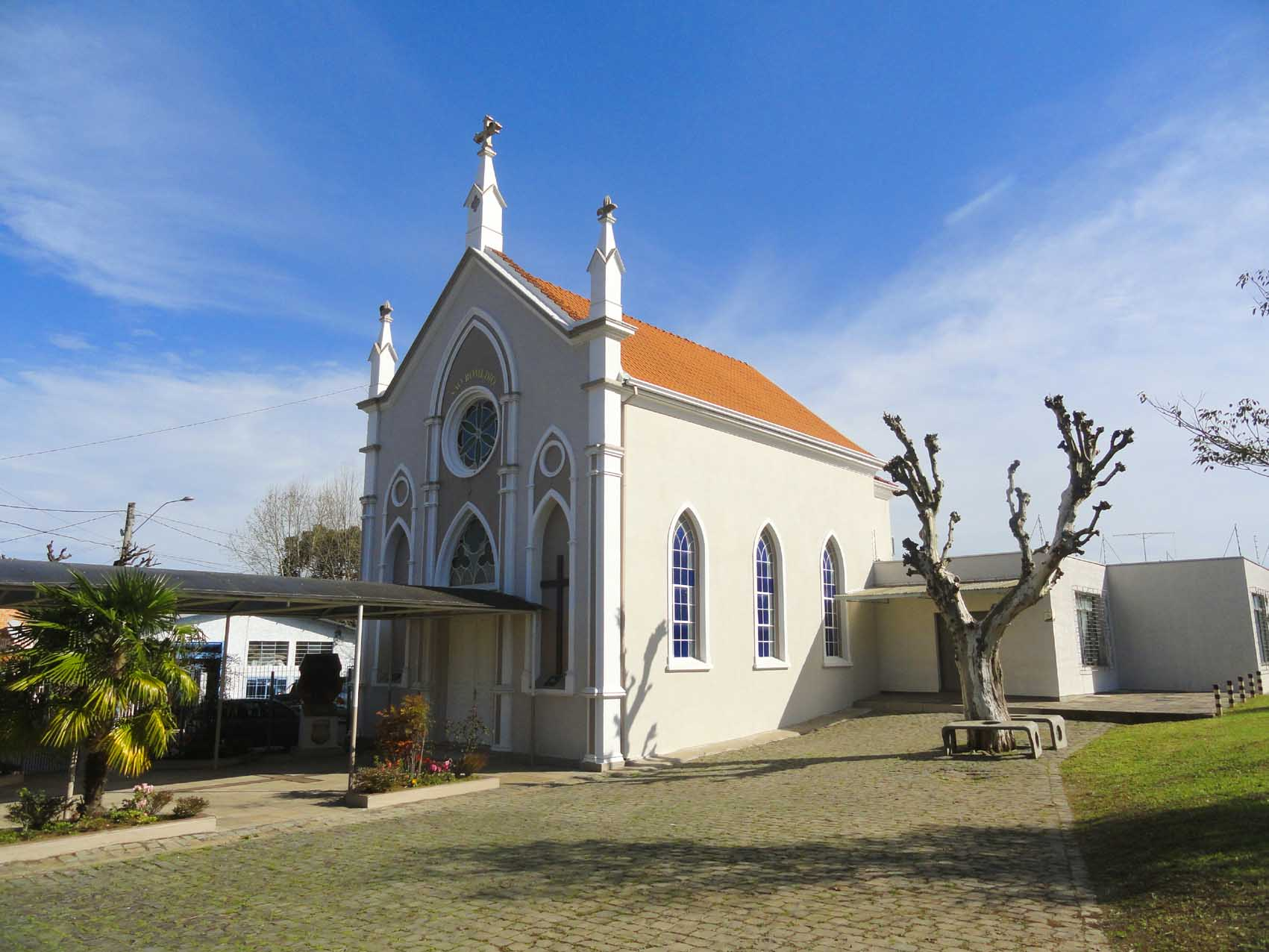
La iglesia
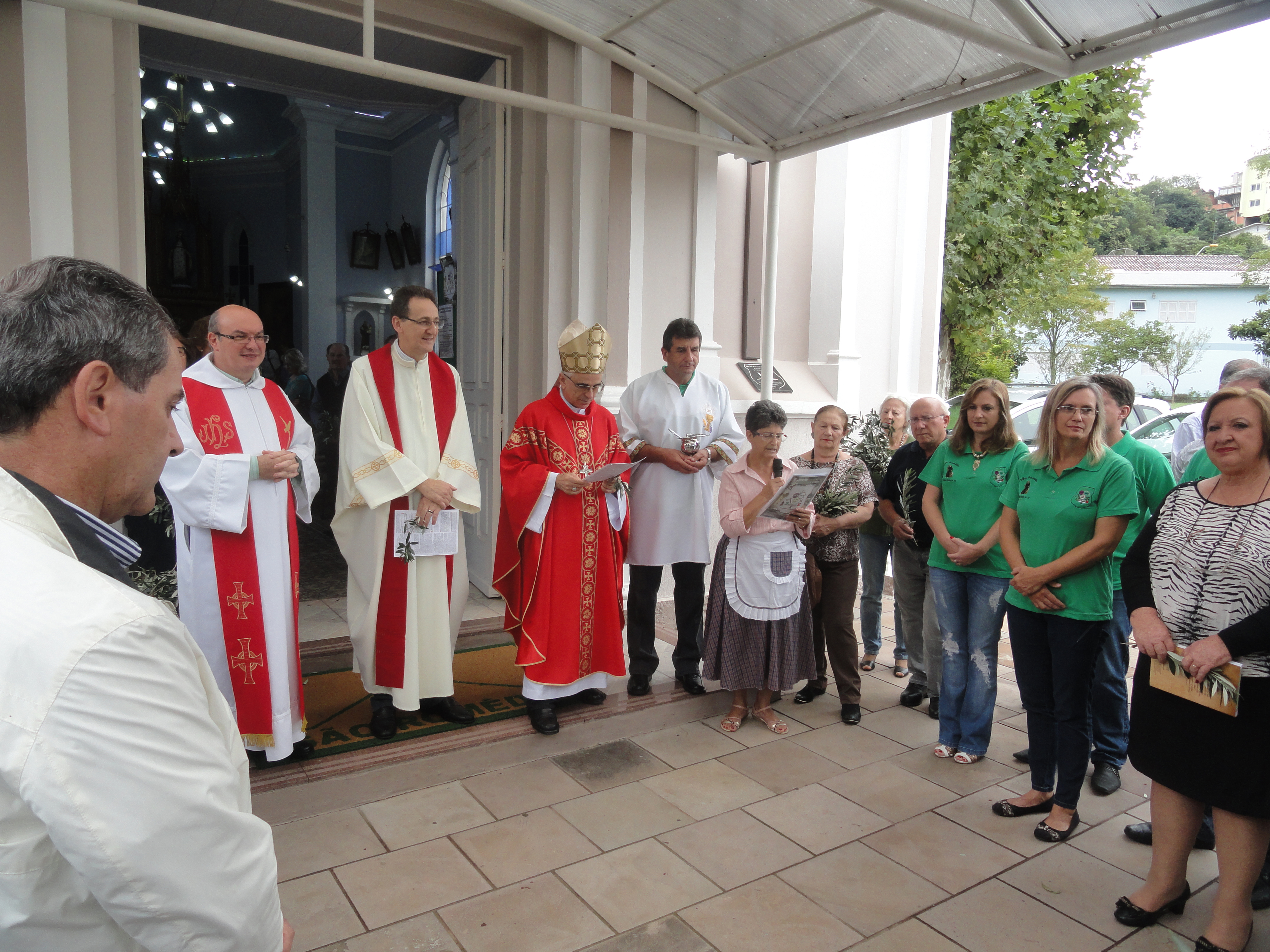
Monseñor Alessandro Carmelo Ruffinoni celebra los 140 años de fundación, el 26 de abril de 2016.
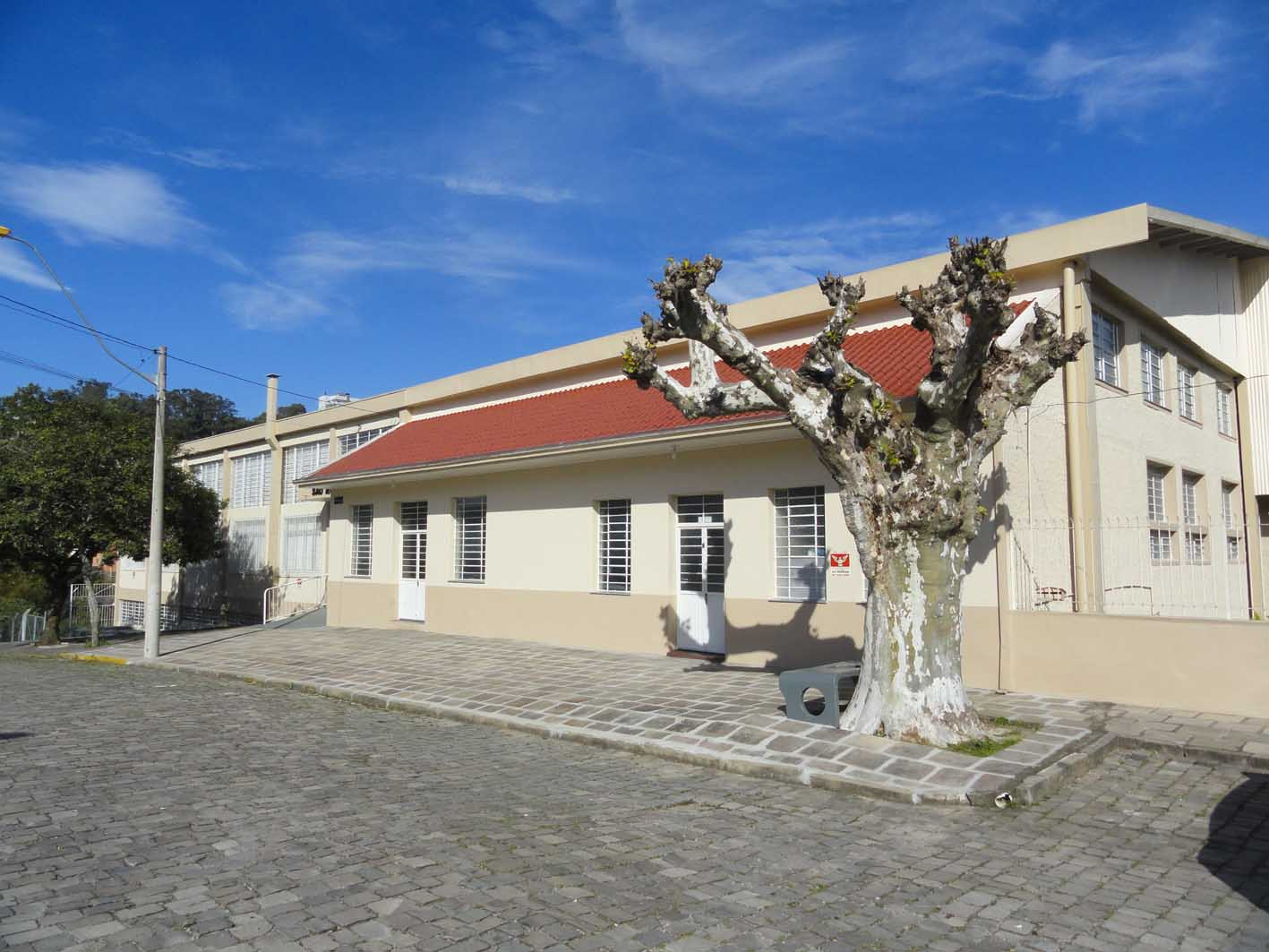
Salón de las fiestas.
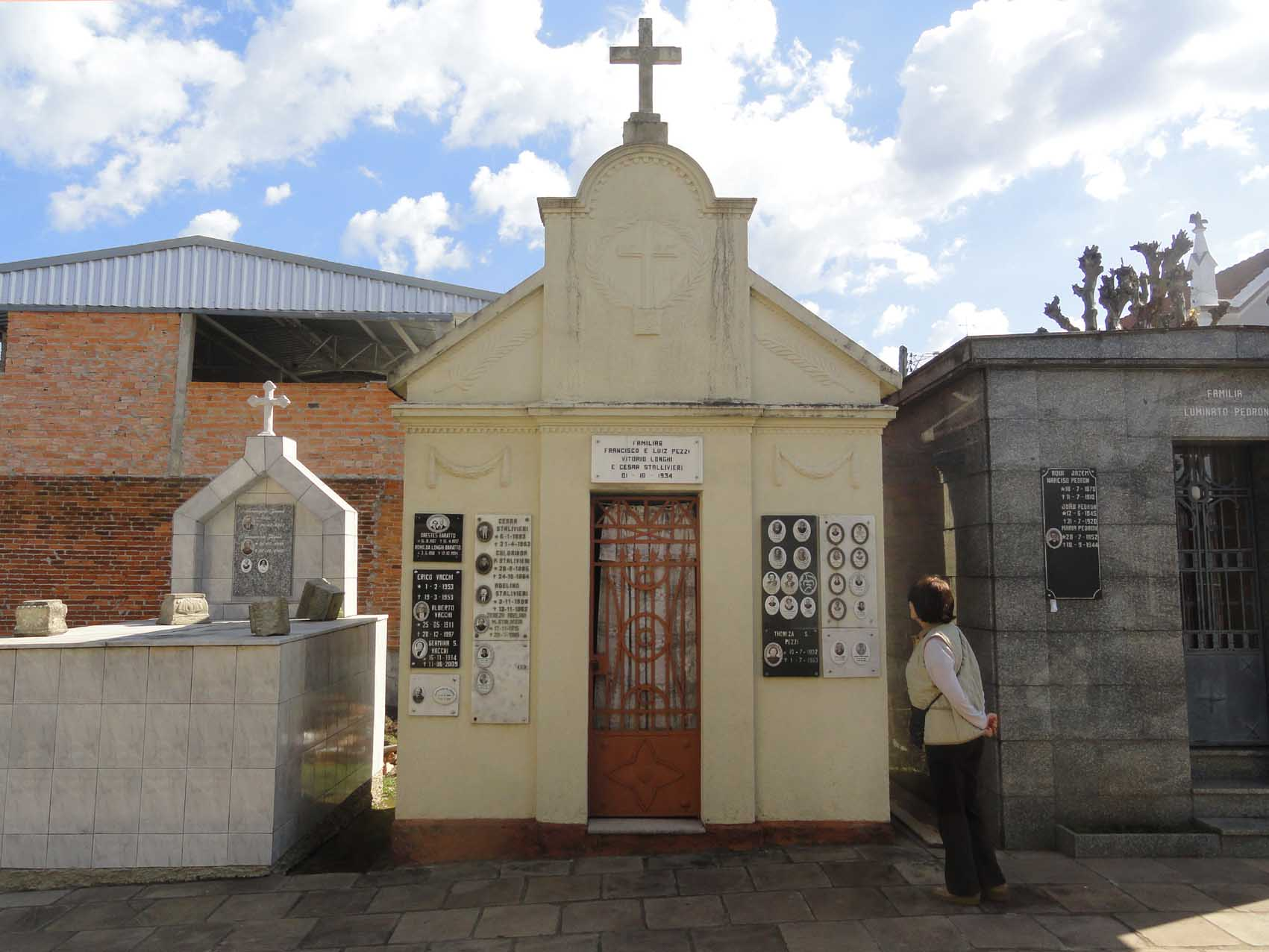
El Mausoleu Pezzi-Longhi-Stalivieri en el cementerio de São Romédio.